# Shah Farman
Pour les articles homonymes, voir Farman.
Shah Farman (en ourdou : شاہ فرمان) est un homme politique pakistanais. Originaire de la province de Khyber Pakhtunkhwa, il est membre du Mouvement du Pakistan pour la justice. Successivement député provincial et ministre de l'information dans le gouvernement local de Pervez Khattak, il est gouverneur de Khyber Pakhtunkhwa de 2018 à 2022.

## Carrière politique
En 2002, Shah Farman est membre Mouvement du Pakistan pour la justice d'Imran Khan.
Shah Farman est élu député à l'Assemblée provinciale de Khyber Pakhtunkhwa lors des élections législatives de 2013, en remportant la dixième circonscription de Peshawar en battant de peu son principal rival du Parti national Awami. Il rejoint ensuite le gouvernement local de Pervez Khattak en tant que ministre de l'information et génie sanitaire.
Lors des élections législatives de 2018, Shah Farman se présente simultanément dans deux circonscriptions provinciales de Peshawar. Il est largement élu dans la sixième circonscription de la ville avec 35,8 % des voix face à huit autres candidats. Il perd en revanche après recomptage dans la cinquième circonscription face à un candidat du Parti national Awami avec moins de 200 voix d'écart,. 
Le 5 septembre 2018, il devient gouverneur de Khyber Pakhtunkhwa après avoir été choisi à ce poste par le Premier ministre Imran Khan. Il annonce alors que l'une de ses priorité sera d'appliquer la fusion des régions tribales avec la province,. 
Après le départ du Premier ministre Imran Khan à la suite d'une motion de censure au parlement, il démissionne de sa fonction de gouverneur le 16 avril 2022.